# Jacques Joseph Durand

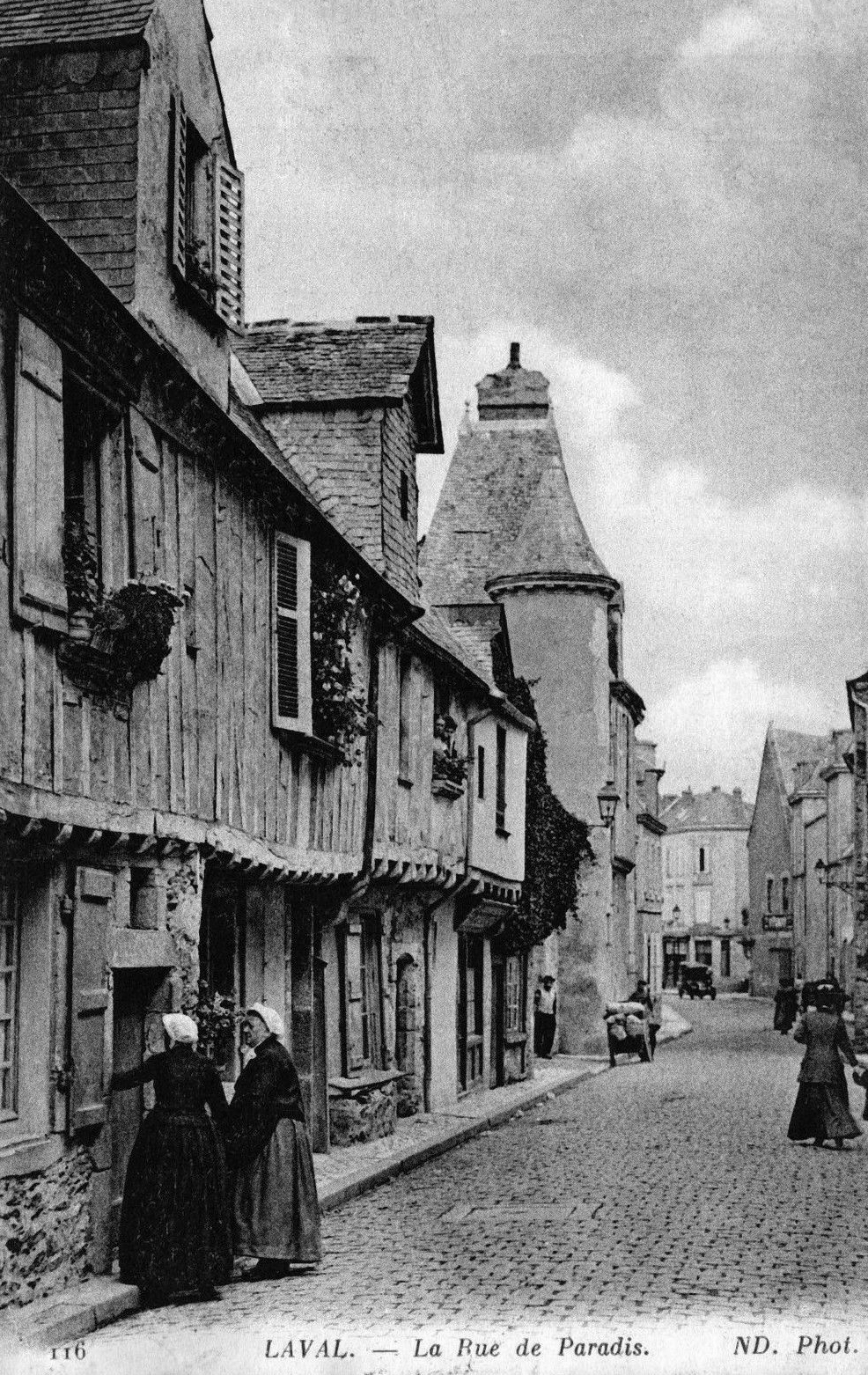
La rue de Paradis à Laval vers 1900

Jacques Joseph Durand, né à Laval (Mayenne) le 15 ventôse an V (5 mars 1797), et mort guillotiné le 19 octobre 1819 dans la même ville, est un criminel ayant perpétré avec trois complices un assassinat appelé  Le crime de la rue de Paradis. Comme il exerçait la fonction d'exécuteur des hautes œuvres, les journaux le surnommèrent Le bourreau assassin de Laval.

## Biographie
Jacques Joseph Durand est le fils de Jacques François Durand, exécuteur à Château-Gontier et de son épouse Françoise Dupuy, elle-même fille de Bourreau. Être l'héritier d'une famille de bourreau n'est pas une chose facile à assumer : on est traité en paria et refusé dans toutes les écoles. Dans ce contexte particulièrement difficile, Jacques devient un mauvais garçon, ivrogne et bagarreur, ce qui lui vaut d'être surnommé « le bandit ». Comme le veut une tradition bien établie, il assiste son père pour ses exécutions et deviendra titulaire du poste à la mort de ce dernier. Sauf à déménager en changeant de nom, il n'a guère d'autre avenir possible à l'époque. 

## Le crime de la rue de Paradis
Le 5 février 1819, on découvre François Busson, un veuf de 69 ans, assassiné dans son manoir de la rue de Paradis à Laval. Jeanne-Louise Bergue, sa jeune domestique d'une vingtaine d'années, gît devant la porte d'entrée, dans une mare de sang, à demi-décapitée. La maison a été pillée. Sur le moment rien ne permet d'identifier le ou les assassins et le procureur du Roi, Jacques-Ambroise Duchemin de Villiers, fait placarder le 17 février un appel à témoins :

« Avis
Le vendredi cinq février 1819, vers trois heures après midi, on a découvert que Monsieur Busson, propriétaire, demeurant à Laval, avait été assassiné dans sa maison, avec sa domestique.
 Les magistrats s'y sont transportés. Les corps des deux victimes offraient de larges plaies au col et à la tête, faites avec des instruments tranchants.
Des armoires et des coffres avaient été forcés, et il paraît qu'on y a volé des sacs d'argent.
 Tout annonce que le crime affreux a été commis la veille, jeudi quatre, de six heures à huit heures du soir.
Les autorités civiles et militaires, et tous les particuliers, qui pourraient découvrir quelques indices ou renseignements propres à convaincre les coupables, sont invités à les communiquer au Procureur du Roi près le tribunal de première instance de Laval, département de la Mayenne, soussigné. »

Au bout de quelques semaines d'enquête, les soupçons se portent sur l'ancienne domestique de François Busson, Marie Lorillard, qu'il avait licenciée peu de temps avant sa mort à cause de plusieurs vols qu'elle avait commis. Mariée à Marin Barreau elle a aussi un amant qui n'est autre que Jacques Durand. Rien de décisif toutefois jusqu'à ce que, le 6 avril, le fils Barreau âgé de 3 ans, déclare naïvement que son père avait tué François Busson « pour avoir de l'argent ». Le couple est immédiatement incarcéré. Le 7 juin, c'est un coup de filet qui permet d'incarcérer tous ceux qui, à un titre ou un autre, ont participé au crime : Jean Peccate, cordonnier, et Pierre Robert, jardinier, sont suspectés d'avoir fait le guet. S'y ajoutent un tisserand nommé Pierre-François Réguereau et son épouse Perrine, Julien Renault, boucher et aussi Jacques Durand.
Les faits exacts sont établis : le 4 février, peu avant 19 h, Marie Lorillard, son époux Marin Barreau, sa belle-sœur Marie Barreau et son amant Jacques Durand pénètrent dans la maison de François Busson qui est en train de diner. Tandis que Jacques Durand et Marin Barreau maitrisent le propriétaire, Marie Barreau totalement ivre massacre littéralement son ancien employeur. Les autres inculpés sont des comparses ou des receleurs.

## Procès et exécutions
En juillet 1819, cinq mois après le double assassinat, à l'issue d'un procès de dix jours ayant vu défiler de nombreux témoins, Jacques Durand et les trois membres de la famille Barreau sont condamnés à mort pour meurtre, vol et complicité de recel.
Jacques Durand et Marin Barreau sont exécutés sur la place du Champs-de-Foire à Laval le 19 octobre 1819 à 12 h 30, puis Marie Barreau et Marie Lorillard subissent le même châtiment à 13 h. 
L'exécuteur en titre étant le condamné, il fallut lui trouver un remplaçant pour exécuter la sentence. Ce ne fut pas chose facile, car la plupart des bourreaux des environs avaient un lien de parenté avec lui. C'est finalement un bourreau venu spécialement d'Angers qui procéda à la quadruple exécution.

## Dans la littérature
Un roman historique a été écrit sur cette affaire : Émile Delta, Le crime d'un bourreau de Laval : roman local historique, Paris, Maison française d'édition, 1907. 